# Novo Selo (Prnjavor)
Pour les articles homonymes, voir Novo Selo.
Novo Selo (en serbe cyrillique : Ново Село) est un village de Bosnie-Herzégovine. Il est situé dans la municipalité de Prnjavor et dans la république serbe de Bosnie. Selon les premiers résultats du recensement bosnien de 2013, il compte 89 habitants.

## Démographie

### Évolution historique de la population dans la localité
| 1948 | 1953 | 1961 | 1971 | 1981 | 1991 | 2013 |
| ---- | ---- | ---- | ---- | ---- | ---- | ---- |
| -    | -    | 318  | 455  | 181  | 168, | 89   |

|  |